# 2023年东南亚雾害
2023年东南亚雾害是一个发生在东南亚地区的一个空气污染事件，该烟雾起因森林大火和厄尔尼诺现象所導致的。

## 雾害影响

### 泰国
2月初，由于泰国本地森林大火的影响。泰国除南部地区以外多地的空气品质指标超标，3月13日。由于泰国北部出现了2500个火点而使得泰国成为了“世界上空污最严重的国家”。

### 马来西亚

#### 马来亚
- 4月16日，由于受到空气污染的影响。马来亚北部多地的烟雾指数自健康水平升至中等水平。[5]
- 10月1日，雪兰莪地区由于烟雾的影响。而导致学校暂停户外活动，10月9日，雪兰莪与吉隆坡等地由于受到境外的空气污染影响。雪兰莪与吉隆坡烟雾指数达到157，其余地区烟雾指数超过157。[6][7]

#### 东马
2023年9月4日，由于受到了烟雾的影响。砂拉越南部地区破百指数。